# دانکن مک‌کینون
دانکن مک‌کینون (انگلیسی: Duncan Mackinnon; ۲۹ سپتامبر ۱۸۸۷ – ۹ اکتبر ۱۹۱۷) قایقران روئینگ اهل پادشاهی متحد بریتانیای کبیر و ایرلند بود.